# Horsnäs
Horsnäs är en udde i Finland. Den ligger i Lovisa stad i landskapet Nyland, i den södra delen av landet, 60 km öster om huvudstaden Helsingfors.
Terrängen inåt land är platt. Runt Horsnäs är det glesbefolkat, med 8 invånare per kvadratkilometer. Närmaste större samhälle är Borgå, 17,9 km väster om Horsnäs. I omgivningarna runt Horsnäs växer i huvudsak blandskog.